# Nicolò Bulega
Nicolò Jarod Bulega (Montecchio Emilia, 16 oktober 1999) is een Italiaans motorcoureur. Zijn vader Davide was eveneens motorcoureur. Sinds 2022 reed hij in de World Supersport klasse waar hij in 2023 kampioen werd. Bulega zal in 2024 zijn debuut maken in de World Superbike.

## Carrière
Bulega begon zijn motorsportcarrière op achtjarige leeftijd in het Italiaanse Minimoto-kampioenschap. In 2010 debuteerde hij in zowel het Italiaanse als het Europese MiniGP 50-kampioenschap. In 2011 won hij beide kampioenschappen. In 2012 werd hij kampioen in de Italiaanse 125 PreGP-klasse, en in 2013 won hij de Italiaanse PreGP 250. In 2014 stapte hij over naar het Spaanse Moto3-kampioenschap, waarin hij op een KTM reed. Hij behaalde twee podiumplaatsen op het Circuito de Navarra en het Autódromo Internacional do Algarve en werd zo met 95 punten zesde in de eindstand. In 2015 bleef hij actief in dit kampioenschap en won hij een race op het Circuito Permanente de Jerez. Hiernaast behaalde hij zes andere podiumplaatsen, waardoor hij met 189 punten gekroond werd tot kampioen in de klasse. Aan het eind van dat jaar debuteerde hij in de Moto3-klasse van het wereldkampioenschap wegrace bij het Sky Racing Team VR46 op een KTM als wildcardcoureur in de seizoensfinale in Valencia, waarin hij twaalfde werd.
In 2016 debuteerde Bulega als vaste coureur in het WK Moto3 bij VR46 op een KTM. In de vierde race in Spanje behaalde hij zijn eerste pole position en eindigde hij als tweede. Ook in Japan behaalde hij een podiumfinish na een diskwalificatie voor Hiroki Ono. Met 129 punten werd hij zevende in het kampioenschap als de derde rookie, achter Joan Mir en Fabio Di Giannantonio. In 2017 kende hij een moeilijker seizoen. Hij startte in Japan weliswaar vanaf pole position, maar tijdens de races kwam hij nooit verder dan een vierde plaats in Duitsland. Met 81 punten zakte hij naar de twaalfde plaats in het kampioenschap. In 2018 eindigde hij slechts eenmaal in de top 10 met een zevende plaats in Thailand. Hierna raakte hij geblesseerd en werd hij in de resterende vier races vervangen door Celestino Vietti. Met 18 punten eindigde hij op plaats 26 in het klassement.
Ondanks zijn resultaten in het voorgaande seizoen maakte Bulega in 2019 binnen het WK wegrace de overstap naar de Moto2-klasse, waarin hij voor VR46 op een Kalex uitkwam. Hij behaalde vier top 10-finishes, met een zevende plaats in Tsjechië als beste resultaat. Met 48 punten werd hij zeventiende in de eindstand. In 2020 stapte hij over naar het team Federal Oil Gresini Moto2, voor wie hij op een Kalex bleef rijden. Tegen het eind van het seizoen behaalde hij zijn enige twee top 10-finishes, met een achtste plaats in de Grand Prix van Europa als hoogtepunt. Met 32 punten zakte hij naar de twintigste plaats in het klassement. In 2021 kwam hij slechts driemaal in de punten terecht, met twee elfde plaatsen in Frankrijk en Duitsland als hoogste klasseringen. Met 12 punten eindigde hij op plaats 26 in het kampioenschap.
In 2022 maakte Bulega de overstap naar het wereldkampioenschap Supersport, waarin hij voor het team Aruba.it Racing op een Ducati uitkwam. Hij kende een succesvol seizoen met negen podiumplaatsen, alhoewel zeven van deze finishes in de eerste seizoenshelft werden gehaald. Met 242 punten werd hij achter Dominique Aegerter, Lorenzo Baldassarri en Can Öncü vierde in de eindstand. In 2023 bleef hij actief bij dit team en won hij de eerste twee races op Phillip Island.